# Bhadrachalam
Bhadrachalam (Telugu: భద్రాచలం) ist eine Stadt mit etwa 55.000 Einwohnern im indischen Bundesstaat Telangana. Bhadrachalam gehörte bis zum 2. Juni 2014 zum Bundesstaat Andhra Pradesh.

## Lage
Bhadrachalam liegt auf dem Ostufer des Godavari-Flusses in einer Höhe von ca. 60 m ü. d. M. Die nächstgelegene Großstadt Hyderabad ist ca. 300 km in westlicher Richtung entfernt. Das Klima ist tropisch warm; Regen fällt eigentlich nur in den sommerlichen Monsunmonaten.

## Bevölkerung
Knapp 92 % der meist Telugu sprechenden Einwohner sind Hindus und nur ca. 5,5 % sind Moslems; der Anteil der Christen ist mit ungefähr 2 % recht hoch, der Rest entfällt auf Sikhs, Buddhisten und Jains. Der weibliche Bevölkerungsanteil übersteigt den männlichen um gut 2 %.

## Wirtschaft
Die Landwirtschaft ist immer noch der dominierende Faktor in der Umgebung; in der Stadt selbst haben sich Händler, Handwerker und Dienstleister aller Art angesiedelt.

## Geschichte
Die von Legenden umrankte Geschichte des Ortes reicht weit zurück; Rama, seine Gemahlin Sita und sein Bruder Lakshmana sollen sich zeitweise aufgehalten haben im ca. 35 km nördlich gelegenen Ort Parnasala aufgehalten haben. Bhadra, ein treuer Anhänger Vishnus bzw. Ramas soll am Ufer der Godavari seine Bußübungen verrichtet haben. Bhadrachalam gilt vielen Hindus als heilig und wird deshalb von zahlreichen Pilgern besucht.

## Sehenswürdigkeiten
- Wichtigste Sehenswürdigkeit der Stadt ist der von vier mehrgeschossigen und mit Figuren geschmückten Gopuram-Torbauten gerahmte Bhadrachalarama-Tempel aus der Mitte des 17. Jahrhunderts. Der zum Flussufer gewandte westliche Gopuram überragt die drei anderen deutlich.
- Auch der mit vielen neuzeitlichen Bildern geschmückte Yogananda Narasimha Temple verdient einen Besuch.